# Tom Keifer
Carl Thomas Keifer, känd som Tom Keifer, född 26 januari 1961 i Springfield, Pennsylvania, USA, är en amerikansk sångare och gitarrist i hårdrocksgruppen Cinderella.
Keifer började redan i ung ålder spela gitarr, inspirerad av grupper som Led Zeppelin, the Rolling Stones och Bad Company. När han senare blev nyfiken på vad dessa band var influerade av, hittade han gamla blues-skivor med artister som Johnny Winter, Muddy Waters och B.B. King. Han började genast tycka om bluesen och detta kan märkas på många av Cinderellas låtar.
Cinderella upptäcktes av Jon Bon Jovi 1985, på Empire Rock Club i Philadelphia, Pennsylvania. Tom Keifer säger dock att Gene Simmons var den som först interesseade sig för bandet.

## Diskografi

### Solo
Studioalbum
- The Way Life Goes (2013)
- Rise (2019)

### Med Cinderella
Studioalbum
- Night Songs (1986)
- Long Cold Winter (1988)
- Heartbreak Station (1990)
- Still Climbing (1994)

Livealbum
- Live at the Key Club (1999)
- In Concert (2004)
- Extended Versions (2006)
- Live / Tokyo Dome - Tokyo, Japan 12/31/1990 (2009)

EP
- The Live E.P. (1987)
- Shelter Me (1990)
- Live Train To Heartbreak Station (1991)